# Vlaamse verkiezingen 2009/Kandidatenlijsten/Open Vld
Dit zijn de kandidatenlijsten van Open Vld voor de Vlaamse verkiezingen van 2009. De verkozenen sttaan vetgedrukt.

## Antwerpen

### Effectieven
1. Dirk Van Mechelen
2. Marleen Vanderpoorten
3. Dirk Sterckx
4. Margriet Hermans
5. Kris Luyckx
6. Frank Wilrycx
7. Bea Hendrickx
8. Frans De Cock
9. Kristof Bossuyt
10. Annelies Keirsmaekers
11. Hicham El Mzairh
12. Brigitte Van De Heyning
13. Pinar Dogan
14. Tom Ryken
15. Guy Huybrechts
16. Tinneke Grietens
17. Martine Taelman
18. Thérèse Van Den Abeelen-Deshayes
19. Renilde Willemse
20. Hakan Erzurumlu
21. Patrick Leysen
22. Fons Brosius
23. Ingrid Ceustermans
24. Frank Lagast
25. Katrien De Bruyn
26. Martine Van Damme
27. Sonja De Pooter
28. Linda Feyen
29. Paul Bevers
30. Annemie Kempenaers
31. Fons Van Aperen
32. Ludo Van Campenhout
33. Bart Somers

### Opvolgers
1. Annick De Ridder
2. Peter Gysbrechts
3. Hans Schoofs
4. Tom De Vries
5. Christophe Thomas
6. Kathelijne Van Deun
7. Annemie Langmans
8. Chris Janssens
9. Nancy Verbrugghe
10. Bart Voordeckers
11. Dirk Daems
12. Yolande Avontroodt
13. Walter Grootaers
14. Koen Helsen
15. Greet Geypen
16. Annemie Turtelboom

## Brussels Hoofdstedelijk Gewest

### Effectieven
1. Sven Gatz
2. Ann Brusseel
3. Stefan Cornelis
4. Elisabeth Schraepen
5. Paul Boeckmans
6. Eva Vanhengel

### Opvolgers
1. Khadija Zamouri
2. Olivier Auvray
3. Arlette De Backer
4. Valerio Scotti
5. Kurt Deswert
6. Annemie Neyts

## Limburg

### Effectieven
1. Marino Keulen
2. Lydia Peeters
3. Jaak Gabriels
4. Sevim Murat
5. Nele Lijnen
6. Véronique Caerts
7. Benny Schroyen
8. Jos Claessens
9. Orlando Argento
10. An Moons
11. Gilbert Van Baelen
12. Brigitte Bodson
13. Pascal Vossius
14. Eric Awouters
15. Jeannine Leduc
16. Hilde Vautmans

### Opvolgers
1. Bruno Steegen
2. Laurence Libert
3. Igor Philtjens
4. Edith Bijnens
5. Ronny Dreesen
6. Marleen Renders
7. Kathleen Soors
8. Ilse Jaspers
9. Dania Trabucco
10. Isabelle Martens
11. An Goijens
12. Mark Vanleeuw
13. Hakan Celiköz
14. Dirk Verlaak
15. Georges Lenssen
16. Patrick Dewael

## Oost-Vlaanderen

### Effectieven
1. Jean-Jacques De Gucht
2. Fientje Moerman
3. Filip Anthuenis
4. Vera Van Der Borght
5. Marnic De Meulemeester
6. Hilde Dierickx
7. Philippe De Coninck
8. Hilde Eeckhout
9. Luc Maes
10. Eva De Schryver
11. Tania De Jonghe
12. Marc Verberckmoes
13. Frank Bruggeman
14. Freya Saeys
15. Wim Van Rossen
16. Margot Neyskens
17. Arafat Bouachiba
18. Simon Lagrange
19. Aubry Cornelis
20. Hedwig Redant
21. Pascal Fermon
22. Gina Van Vaerenbergh-Verbestel
23. Elise Vermeiren
24. Marleen Van Goethem
25. Annie De Buck-Merville
26. Rose Desimpel-Leirens
27. Sas van Rouveroij

### Opvolgers
1. Egbert Lachaert
2. Anne Marie Hoebeke
3. Hilde Eeckhout
4. Nevriye Duran
5. Sabine De Maesschalck-Zels
6. Evie Wuytack
7. Evy Huyghe
8. Piet Baetens
9. Luc Vander Meeren
10. Hugo Leroy
11. Ine Somers
12. Paul Wille
13. Carina Van Cauter
14. Guido De Padt
15. Herman De Croo
16. Guy Verhofstadt

## Vlaams-Brabant

### Effectieven
1. Patricia Ceysens
2. Herman Schueremans
3. Irina De Knop
4. Gwenny De Vroe
5. Walter Kestens
6. Tim Vandenput
7. Ann Schevenels
8. Kathleen D'Herde
9. Freddy Vranckx
10. Dirk Janssens
11. Günther Portaels
12. Kevin Vleminckx
13. Katrijn Willems
14. Lorin Parys
15. Ella De Neve
16. Paul Dams
17. Anne Van Goidsenhoven
18. Rita De Vos
19. Pascale Vanaudenhove
20. Francis Vermeiren

### Opvolgers
1. Jo De Ro
2. Christel Verlinden
3. Wim Desloovere
4. Iris Vander Schelde
5. Hilde Van Overstraeten
6. Suzy Bangels
7. Jaak Pijpen
8. Frank Gillijns
9. Ann Somers
10. Wiske Ockerman
11. Walter Zelderloo
12. Julien Dekeyser
13. Luk Van Biesen
14. Katia della Faille de Leverghem
15. Maggie De Block
16. Rik Daems

## West-Vlaanderen

### Effectieven
1. Bart Tommelein
2. Mercedes Van Volcem
3. Karlos Callens
4. Dany Verlinden
5. Heidi Vandenbroeke
6. Janna Rommel-Opstaele
7. Rik Remmery-Vannieuwenhuyse
8. Sofie Vanderstraeten
9. Piet Vandermersch
10. Stephanie Decroix
11. Tom Maes
12. Bart Biebuyck
13. Isabelle Goeminne
14. Inge Six
15. Sandrine De Crom
16. Emmily Talpe
17. Bert Schelfhout
18. Annelies Carron
19. Laurent Hoornaert
20. Roland Defreyne
21. Marleen Schillewaert-Vercruyce
22. Frans Verhelst

### Opvolgers
1. Patrick De Klerck
2. Annelien Coorevits
3. Frederik Sap
4. Michaël Vannieuwenhuyze
5. Christophe Delrive
6. Isolde Hoop
7. Guido Margodt
8. Jacqueline Baert-Uyttenhove
9. Pascale Chavatte
10. Ruth Vandewalle
11. Els Verbrugghe
12. Johan Leleu
13. Tom Vlaeminck
14. Sofie Staelraeve
15. Sabien Lahaye-Battheu
16. Vincent Van Quickenborne